# Skylitzes Matritensis
El Skylitzes Matritensis (en español, el Skylitzes de Madrid) es un manuscrito ricamente ilustrado de la Sinopsis de la historia (Σύνοψις Ἱστοριῶν, Synopsis Historiarum) de Juan Skylitzes o Juan Escilitzes, que abarca los reinados de los emperadores bizantinos desde la muerte de Nicéforo I en 811 hasta la deposición de Miguel IV en 1057.

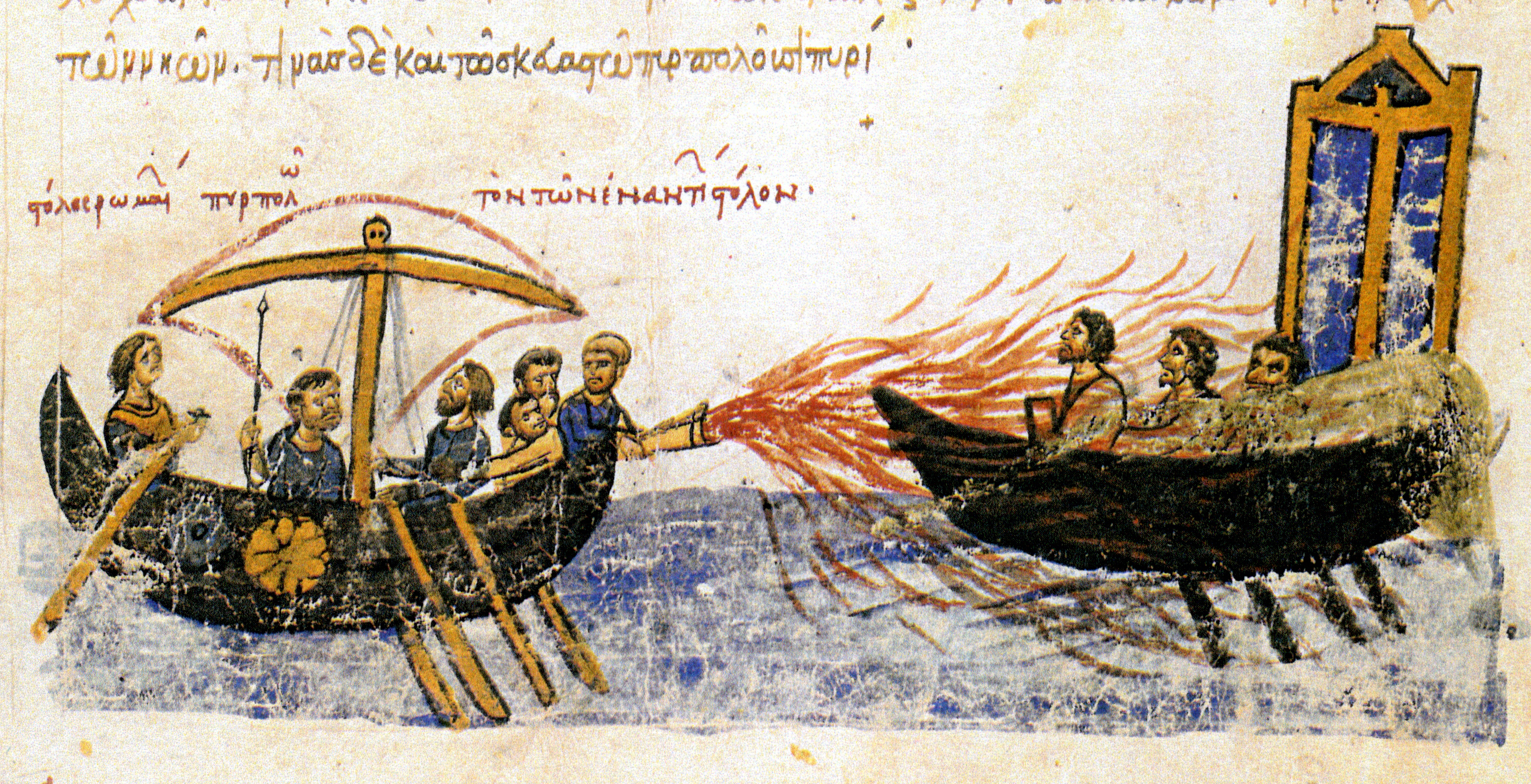
«Fuego griego», ilustración del Skylitzes Matritensis.

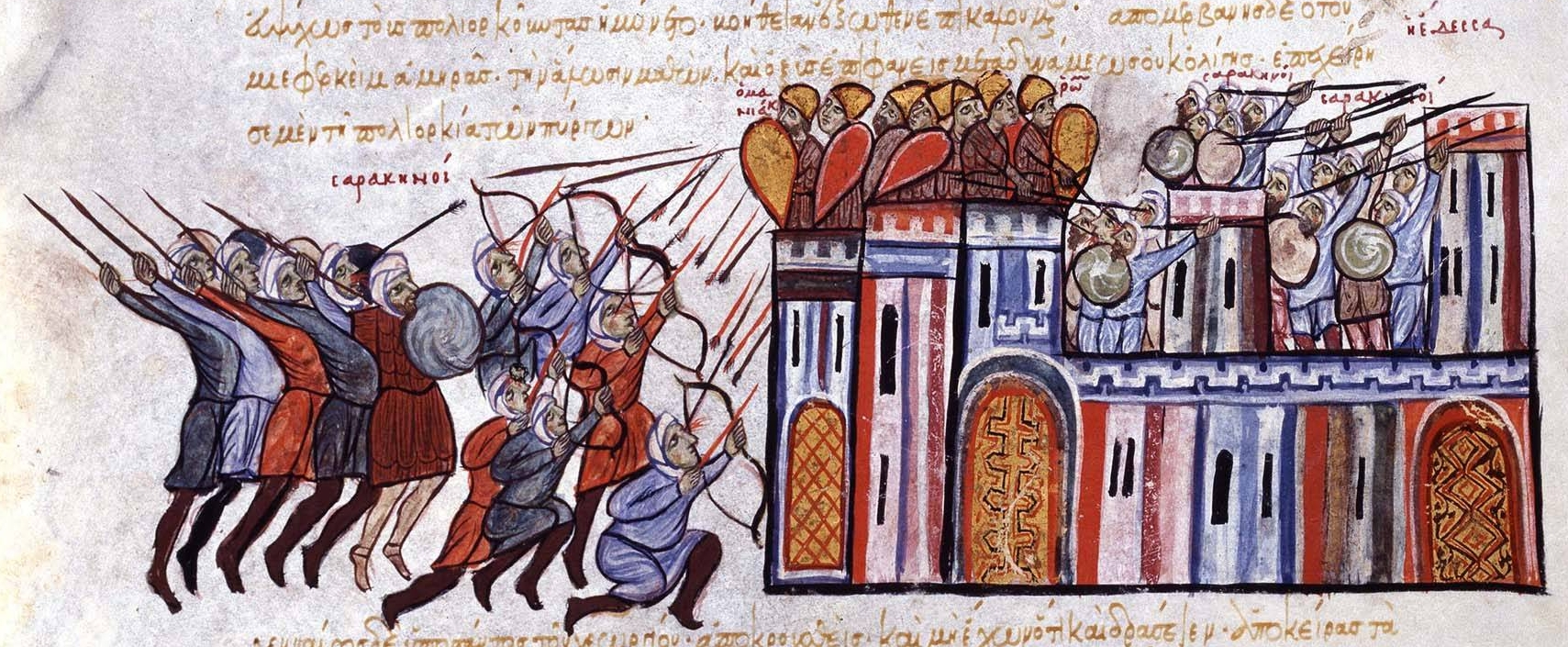
Toma de Edesa en 1031 por el ejército bizantino liderado por Jorge Maniaces, y contraataque árabe.

## Localización
El manuscrito, producido en Sicilia en el siglo XII, se conserva en la Biblioteca Nacional de España, en Madrid, Cod. Vitr. 26-2, por lo que se lo conoce también como Madrid Skylitzes, Codex Græcus Matritensis Ioannis Skyllitzes, o Skyllitzes Matritensis.

## Descripción
Se trata del único manuscrito ilustrado de una crónica griega hallado y conservado hasta hoy, e incluye 574 miniaturas. El manuscrito, copiado e iluminado probablemente en Palermo (Sicilia) a mediados del siglo XII, el entorno palatino de los reyes normandos Roger II (1105-1154) o Guillermo I (1154-1166). No existe acuerdo en su datación, pues el estilo de sus miniaturas es muy variado, y alguno de ellos es muy similar al arte de la isla en torno al 1200.
Es uno de los códices griegos incautados de la catedral de Mesina en 1679 que formaban parte de la biblioteca de Juan Francisco Pacheco Téllez Girón, IV duque consorte de Uceda (1649-1718), virrey de Sicilia entre 1687 y 1696. Posteriormente, la biblioteca de Uceda fue incautada por Felipe V e ingresó en la Biblioteca Real, luego Biblioteca Nacional, en 1712. Su encuadernación, en pergamino teñido de verde y el monograma ducal estampado en oro, es característica de los libros del duque de Uceda.
Fue un proyecto artístico de gran magnitud, en el que participaron dos escribas italo-griegos y siete miniaturistas de formación artística muy diferente: mientras que los dos primeros iluminadores son claramente bizantinos, los cinco restantes pertenecen a la cultura siciliana local, con una fuerte presencia de elementos musulmanes y latinos.
La obra es una historia de los emperadores bizantinos desde 811 hasta 1057 cuyas ilustraciones documentan la época que abarca: desde escenas de guerra (incluido el célebre ‘fuego griego’ utilizado por la flota bizantina contra los barcos de Tomás el Rebelde en Constantinopla) y representaciones de castigos corporales a estampas más refinadas y delicadas de la vida cortesana o de naturaleza religiosa, así como vistas de fortalezas, ciudades, iglesias y palacios que ofrecen valiosa información sobre las ceremonias, la indumentaria, las costumbres y los grupos sociales que caracterizaban al Imperio bizantino.
El manuscrito incluye numerosas representaciones de ciudades amuralladas mencionadas en el relato, donde se incluyen edificios religiosos como en Nicea, Edesa o Mistra. Las ciudades de Euripo (en Acarnania) y Tesalónica son representadas como palacios. En esta última, aparece representada la iglesia de San Demetrio, patrón de la ciudad que milagrosamente salvó a sus habitantes del asedio de los búlgaros.

## Exposición
En el año 2008 la Biblioteca Nacional expuso el códice que no ha sido expuesto desde 1963.Tras un proceso de restauración realizado en 2023, la obra vuelve a exponerse en 2024.